# Mörtnäsmorden

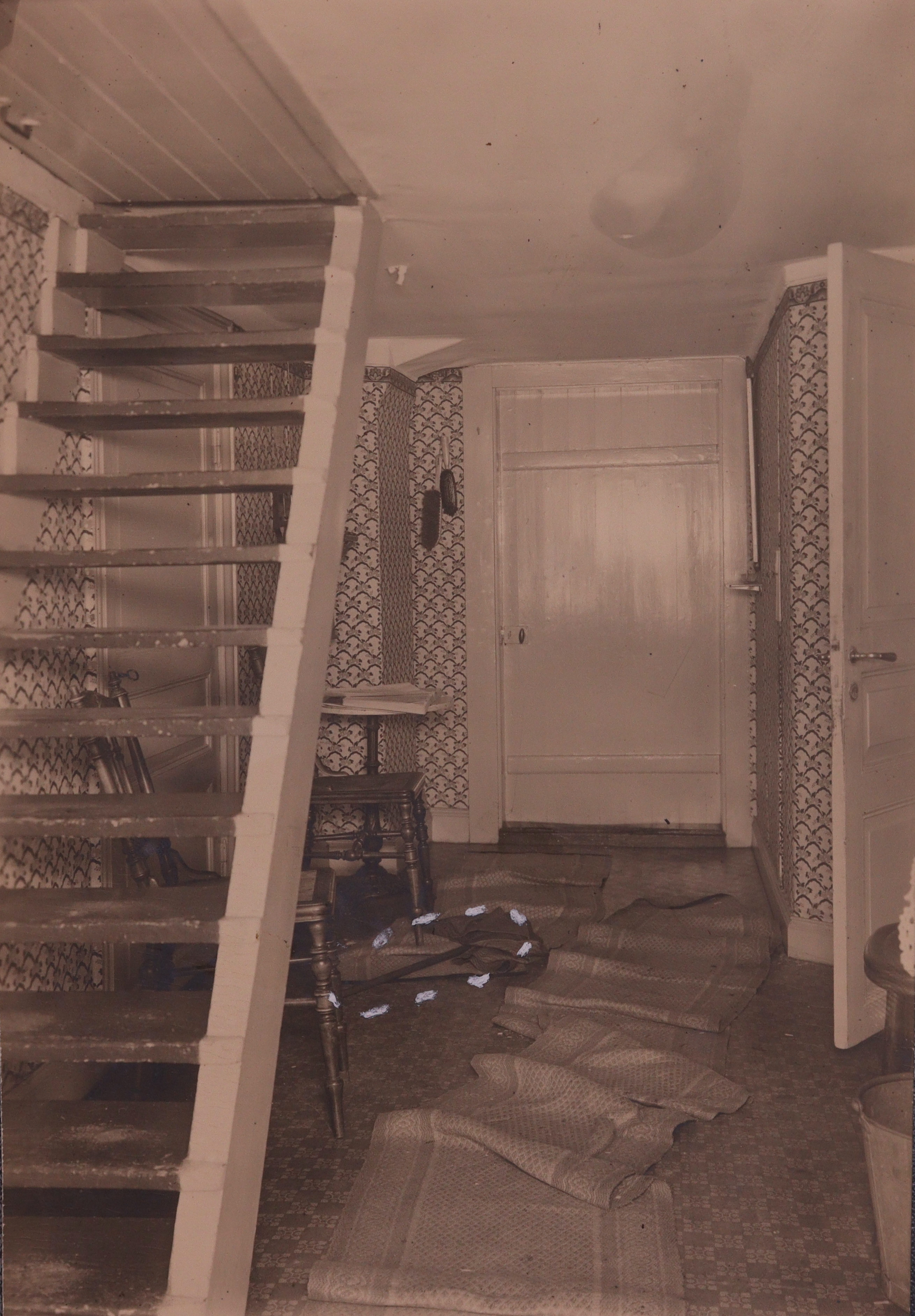
Hallen i Zetterbergs villa på Mörtnästomten 5 i Värmdö. Inringat är det misstänkta mordvapnet, järnröret.

Mörtnäsmorden upptäcktes fredagen den 4 mars 1932 när makarna Adolf Fritiof Zetterberg och Hilma Ulrika Zetterberg samt hustruns syster Anna Kristina Hedström hittades döda i sin villafastighet på Mörtnästomten 5 i Gustavsbergs landskommun. Mörtnäsmorden markerade början på ett flertal mordfall under mars 1932 som kommit att beskrivas som en mörk månad i svensk kriminalhistoria.

## Händelserna
Adolf Fritiof Zetterberg var en man med extremt regelbundna vanor. Varje dag gick han till Älggården och hämtade mjölk och sedan begav han sig till Ålstäket som låg strax bredvid för att hämta Stockholms-Tidningen vilken han prenumererade på. Han åt frukost prick klockan 11:00 och åt middag klockan 17:00 varje dag. Torsdagen den 3 mars kom han aldrig för att hämta mjölken och han kom inte heller på fredagen. Ingen hade sett honom sedan onsdagen den 2 mars. Boende i orten hade inte heller sett hans fru, Ulrika Zetterberg, eller hennes syster Kristina som på den här tiden bodde tillsammans med sin Ulrika och hennes man. Anledningen till detta var att fru Zetterberg hade gått genom isen och skadat foten vilket innebar att hon behövde sin systers hjälp för att kunna sköta hushållet och utföra vardagliga uppgifter. På fredagskvällen den fjärde mars beslutade sig tre grannar, arrendatorn Löfberg, snickaren Karlsson och fiskaren Vallin, för att hälsa på familjen Zetterberg och se vad som hade hänt. När de samlats kring villan såg de att lamporna var tända på övervåningen och beslutade sig för att bryta sig in i bostaden med hjälp av en stege. Snickaren Karlsson klättrade upp först och tittade in genom köksfönstret. Där fick han se två personer ligga utsträckta på golvet framför spisen i bostaden. De antog att familjen blivit kolosförgiftade och ringde efter hjälp.

## Utredningen
På fredagskvällen den 4 mars 1932 omkring klockan 19:30 upptäcktes trippelmorden av makarnas grannar arrendatorn Löfberg, snickaren Karlsson och fiskaren Vallin som anmälde brottet per telefon till landsfiskalen i Gustavsberg. Landsfiskalen kontaktade i sin tur en läkaren i orten och underrättade landsfogden W. Bergenfelt som omedelbart beordrade personalen vid kriminalpolisavdelningen i länet att skyndsamt bege sig till platsen. Först på brottsplatsen var läkaren och landsfiskalen som var tvungna att bryta sin in i bostaden då ytterdörren var låst. När de kom in i hallen såg de på en gång att det varit någon form av strid i hemmet. I köket hittade de herr Zetterberg framstupa på golvet och hans svägerska som var ihopsjunken i en vrå mellan spisen och diskbänken. I sovrummet hittades fru Zetterberg liggande på golvet mellan sängarna med ett stort krossår i huvudet. Läkaren undersökte kropparna och konstaterade omedelbart att döden måste inträffat minst 18 timmar innan upptäckten men att de mycket väl kunde dött ett eller två dygn innan.

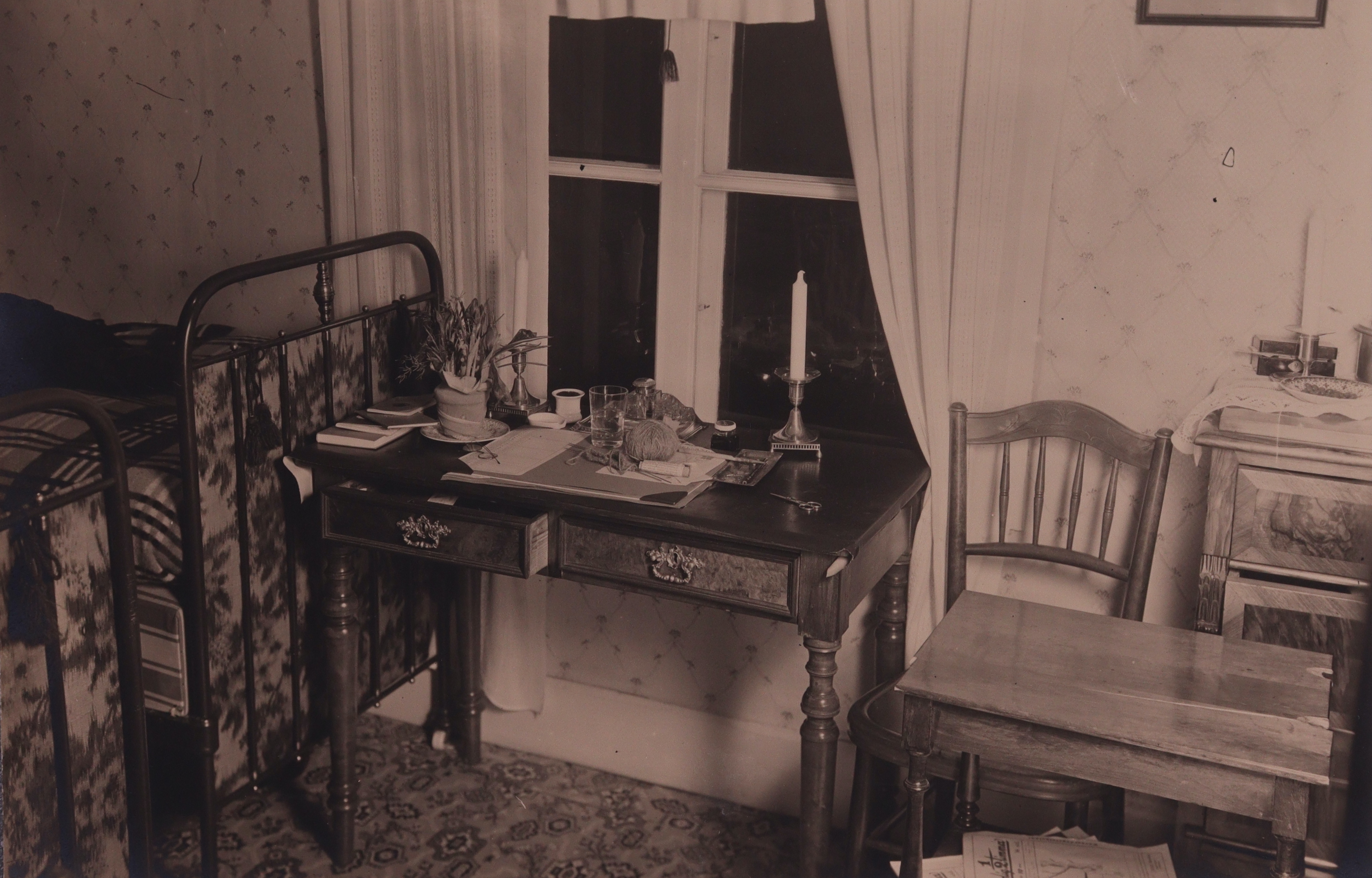
Bild från brottsplatsen föreställande en stående chiffonjé innehållande värdehandlingar i Zetterbergs villa på Mörtnästomten 5 i Värmdö kommun.

Landsfiskalen på plats hade inte någon erfarenhet av mordutredningar och detta fall var långt över hans förmåga. Detta var det första mordet på Värmdö sedan 1840-talet vilket gjorde att man kontaktade kriminalkommissarie Axel Thour som jobbade på kriminalavdelningen i Stockholm. Kriminalkommissarie Thour begav sig till brottsplatsen tillsammans med brottsplatsfotografen Gustaf Sjöstrand samt högsta polischefen i länet William Bergenfeldt. De var på plats omkring 08.45. Efter noggrann undersökning av brottsplatsen hittade kriminalpolisen ett järnrör, nedblodat i ena änden samt med tydliga märken av slag. Detta antog kriminalpolisen vara mordvapnet som dödat makarna Zetterberg och hustruns syster. Järnröret tillvaratogs därför av polisen för att säkra eventuella fingeravtryck. Kriminalpolisen fann även bevis på att gärningsmannen gått in i sängkammaren där denne stulit pengar från två plånböcker och en handväska. Bakom lämnades en klämma tillhörande en av plånböckerna. Gärningsmannen hade inte gått in i den andra kammaren i lägenheten då dörren var låst. Nyckeln befann sig nämligen i herr Zetterbergs ena byxficka. Vid undersökning av rummet hittades en stående chiffonjé innehållande värdehandlingar såsom bankböcker, depositionsbevis, premieobligationer samt en plånbok med sammanlagt 150 kronor i kontanter. Vid verkställande undersökning av lokaliteterna i bostaden antecknades bland annat en tidning för den 2 mars 1932 i köket. Man hittade även sandblandad jord på olika ställen i hemmet, såväl i köket som i tamburen, som tillvaratogs av polisen. I sängkammaren fanns en sönderslagen taklampa och glasskivor låg utspridda över golvet. Fru Zetterbergs syster änkefru Hedström hade vid tillfället innan sin död varit sysselsatt med att skala potatis och vid brottsplatsen hittade man potatisen, en del skalad och en del ännu oskalade. Ungefär klockan 00:00 på natten avslutades den första besiktningen av brottsplatsen och villafastighet på Mörtnästomten 5 sattes under polisbevakning. Följande morgon, klockan 07:00, återupptogs undersökningen och en fingeravtrycksexpert från centralbyrån kallades in samt en fotograf som verkställde ytterligare fotografering av brottsplatsen och de döda kropparna. Föremål som ansågs behöva undersökas närmare för upptagning av fingeravtryck, såsom järnröret, säkrades och skickades till centralbyrån. Det verkställdes därefter ytterligare en noggrann besiktning av brottsplatsen under dagsljus, såväl inomhus som utomhus, och av området omkring villan. Marken i den närmaste trakten omkring villan var barmark som under de senaste dagarna varit tillfrusen. Där hittades endast hårt tilltrampade gångstigar i den kvarlämnade snön. Fotspåren i snön verkade alla vara gamla och det antecknades att det inte heller snöat under de senaste dagarna.
Därefter verkställde kriminalpolisen uppteckning av de dödas värdepapper och värdeföremål som sedan tillvaratogs. Sedan begärde polisen uppgifter från ett flertal banker om Zetterbergs eventuella tillgodohavanden, fullständiga kontoutdrag, utvisande insättningar och uttag under de senaste åren. Därefter påbörjades förhör av boende i orten och även av andra personer som kunde tänkas ha information om mordet. Ingående och detaljerade förhör resulterade i att de förhörda personerna släpptes utan misstankar om delaktighet i morden.
Undersökningen av brottsplatsen avslutades den 5 mars omkring klockan 14:00 då de avlidna fördes till Karolinska institutets obduktionssal för att undergå en rättsmedicinsk obduktion i syfte att fastställa dödsorsaken. Obduktionen verkställdes den 7 mars av provinsialläkaren G. Berntsson. Den 13 mars gav Berntsson ett utlåtande där han förklarade att orsaken till offrens död var svåra brott på huvudskålen och starka blödningar mellan hjärnan och dess hinnor vilket lett till krosskador på hjärnan. Dessa skador ska ha åstadkommits med hjälp av ett starkt, trubbigt föremål vilket stödde kriminalpolisens teori om järnröret som mordvapen.
Genom den hittills verkställda undersökningen kunde kriminalpolisen konstatera den beträffande tiden för brottets förövande. Enligt förhör med boende i orten hade makarna Zetterberg regelbundna måltidstimmar med frukost klockan 11:00 och middag klockan 17:00. Obduktionen visade att makarna Zetterberg samt hustruns syster intagit en måltid potatis samma dag de dödats. Dessutom anträffades det att offren varit fullt påklädda och då den ena av kvinnorna synbarligen varit sysselsatt med att skala potatis verkade det till synes sannolikt att mordgärningen förövats den 2 mars på dagen mellan 11:00 och 17:00. Detta påstående stöddes även av förhör med boende i orten då hörda personer sägs ha sett maken Zetterberg hämta sin tidning på förmiddagen den 2 mars och därmed setts i livet samma dag omkring klockan 15:00 på eftermiddagen. Handlanden i orten ska påföljande torsdag, mellan klockan 12:00 och 13:00, vid två olika tillfällen, försökt ringa till hushållet utan att erhålla något svar. Detta fastställde teorin om att mordet skett den 2 mars på dagen mellan 11:00 och 17:00.
I området hittades flera rörstumpar av den storlek och det utseende som det misstänkta mordvapnet upphittat i tamburen. Personer i orten som haft liknande rörstumpar förvarade hos sig blev därför föremål för särskilda undersökningar. Dessa ledde dock inte till något positivt resultat eller klarhet kring morden. Den tillvaratagna sandblandade jorden, vilken till synes verkat vara fuktig, som funnits på brottsplatsen, bland annat på dörrar och på köksgolvet, antogs vara härlett från järnröret. Detta då rörets ena ände burit spår av liknande jord som jorden som tillvaratogs. Denna upptäckt ledde till teorin om att gärningsmannen tagit järnröret, som nyligen varit nedslaget i närliggande terräng, från området och sedan använt det som ett dödligt vapen.

## Motivet
Motivet till trippelmordet är oklart men det nämns att Adolf Fritiof Zetterberg samma år som morden förfogat över ett kapital på cirka 40 000 till 50 000 svenska kronor. 1922 sägs maken Zetterberg även ärvt en betydande summa pengar vilket ger grund till ekonomiskt motiv bakom morden. Zetterberg ska även ha lånat ut pengar till bekanta mot hög ränta. Maken Zetterbergs ekonomiska ställning har även visat sig vara anmärkningsvärd. Vid granskning av de erhållna bankbeskeden har det framgått att Zetterberg, som allmänt beskrivits som mycket snål, stegvis tagit ut summor mellan 100 och 600 kronor från sitt innestående kapital. Detta hade skett såpass frekvent att det vid utredningen, frånsett en deposition på 1500 kronor, endast återstod 500 kronor i bank. Detta har visat sig vara ännu mer egendomligt i och med att Zetterbergs eget arbete som lantbrukare, samt uthyrning av bostaden till sommargäster, lett till inkomster som till synes, enligt hushållsanteckningar, ska ha varit tillräckligt för att tillgodose hushållets mycket blygsamma levnadskostnader. Den fortsatte polisutredningen inriktades därmed på att söka klarhet om detta anmärkningsvärda beteende och väckte tankar om att herr Zetterberg var föremål för utpressning.
Efter en noggrann utredning ska kriminalpolisen kommit fram till det beträffade motivet bakom morden. Det konstaterades att maken Zetterberg och svägerskan Hedström, innehaft och förvarat en större summa pengar i villan, troligen uppemot 200 kronor. Vittnen som förhörts under utredningen ska ha upplyst kriminalpolisen om att Zetterberg på eftermiddagen dagen innan mordet tagit emot ett belopp på 90 kronor och om dessa pengar inte betalats som en utgift kan det antas att gärningsmannen tagit pengarna. Något som stödjer misstankar om ett ekonomiskt motiv bakom mordet.
Anmärkningsvärt nog hade gärningsmannen inte berett sig tillträde till kammaren innehållande värdehandlingar och penningar. Det framgår inte om gärningsmannen inte kände till detta rum eller om denne nöjde sig med pengarna redan stulna; detta skulle kunna visa på andra motiv bakom morden.

## Misstänkta gärningsmän
Under utredningens gång fick polisen ett flertal tips från personer som trodde sig ha sett gärningsmannen bakom mordet på makarna Adolf Fritiof Zetterberg och Hilma Ulrika Zetterberg samt hustruns syster Anna Kristina Hedström. En man skickade ett brev till polisen där han berättade om en dröm han hade haft om mordnatten i vilken han påstod sig ha sett gärningsmannen som han beskrev som en man i medelåldern. Dessa tips ledde inte till några framsteg i utredningen och gav inte heller någon klarhet kring morden. Trots tips på ett flertal namn och olika teorier hade polisen inte mycket att gå på och än idag är gärningsmannens identitet endast spekulationer. Men de två namn som utmärkte sig bland de misstänkta i utredningen var Fredrik von Sydow och Karl Alfred Granberg.

### Fredrik von Sydow

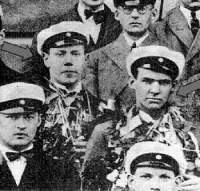
Fredrik von Sydow, högst upp till vänster, vid studentexamen den 12 maj 1926, på trappan till Norra Real.

Polisen har funnit kopplingar mellan Mörtnäsmorden och ytterligare ett trippelmord, de så kallade von Sydowska morden. von Sydowska morden skedde endast tre dagar efter Mörtnäsmorden, måndagen den 7 mars 1932. Den här gången skedde morden på Norr Mälarstrand 24 i Stockholm och de mördade var häradshövdingen och politikern Hjalmar von Sydow och två av hans anställda, kokerskan Karolina Herou och hembiträdet Ebba Hamn. Den starkt misstänkte gärningsmannen bakom morden var herr von Sydows egen son Fredrik von Sydow som efter morden begick självmord efter att ha skjutit sin fru Ingun von Sydow till döds. Morden på Norr mälarstrand och i Mörtnäs påminde mycket om varandra och man började spekulera kring likheterna mellan dessa trippelmord. Fredrik von Sydow hade använt sig av ett strykjärn som mordvapen och gärningsmannen bakom Mörtnäsmorden hade använt sig av ett järnrör, båda vapen som upphittats i omgivningen och lämnats kvar på brottsplatsen. Båda trippelmorden tycktes också ha ett huvudoffer, Hjalmar von Sydow och Adolf Fritiof Zetterberg, respektive två personer som hamnat i korselden. Familjen von Sydow hade även ett landställe i Velamsund med bekanta i Mörtnäs och vittnen har kunnat placera häradshövdingens son i orten vid flera tillfällen. Flera tidningsartiklar publicerades runt tiden efter mordet där allmänheten jämförde de två morden och spekulerade kring Fredrik von Sydows inblandning, något som ledde till en enorm ryktesspridning. Vittnen har påstått att de sett von Sydow låna telefonen hos familjen Zetterberg och att de därmed blivit goda bekanta. Det fanns också en taxichaufför som hävdade att han hade kört herr Zetterberg från Mörtnäs hem till von Sydow på Norr Mälarstrand och att Zetterberg där hade krävt tillbaka ett lån. Trots kraftiga spekulationer som eldats på av media föll denna teori fort. Taxichauffören förhördes flera gånger innan man hittade hål i hans berättelse. Man hittade inte heller några ekonomiska förbindelser mellan parterna. von Sydow visade sig även ha alibi för tiden för Mörtnäsmorden då han suttit på en restaurang och spekulationer kring hans inblandning i trippelmordet upphörde.

### Karl Alfred Granberg

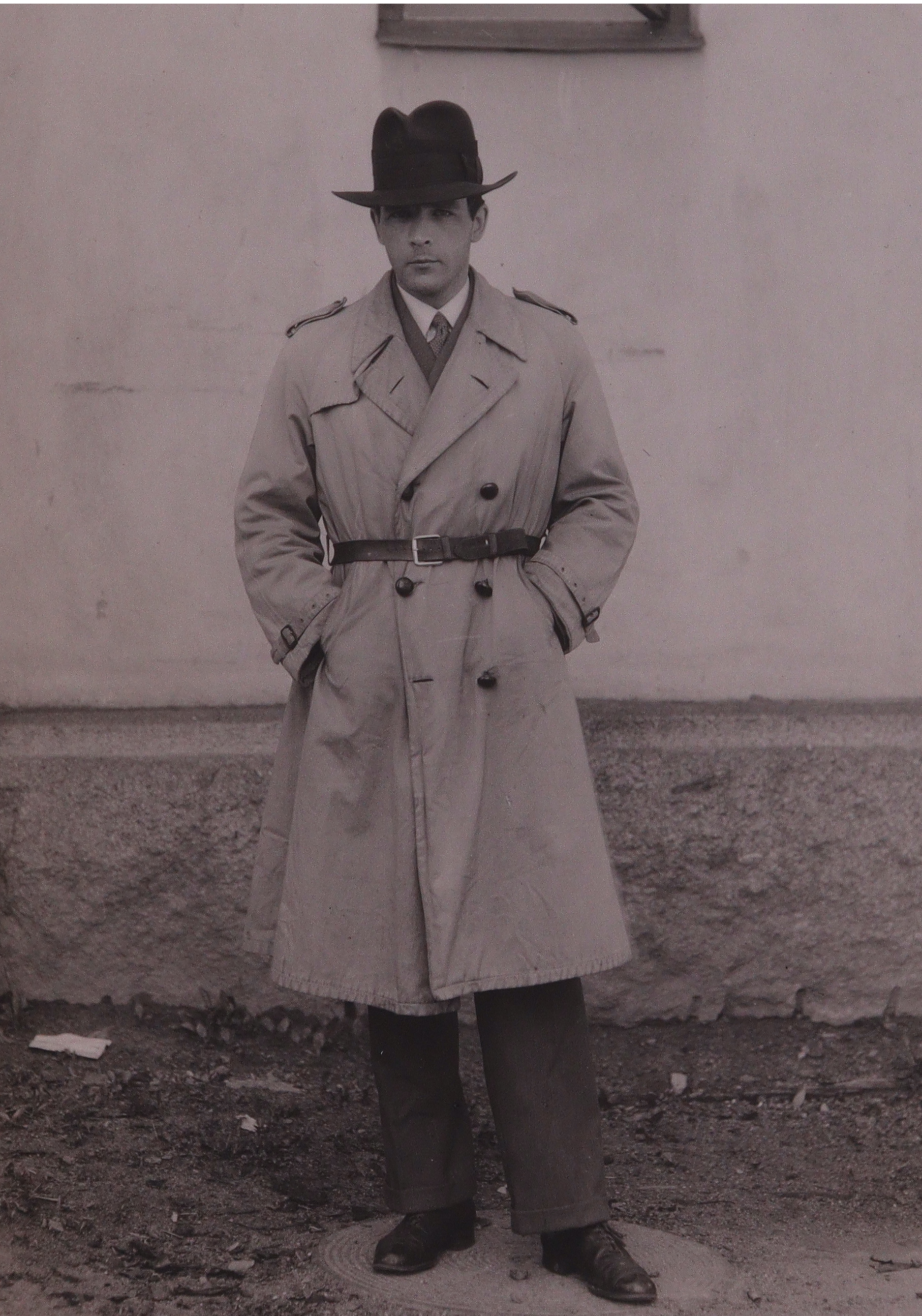
Bild på den misstänkta gärningsmannen Karl Alfred Granberg, 1932.

Efter att ryktena kring Fredrik Von Sydow upphörde uppmärksammades ett annat mord som begåtts i Värmbol utanför Katrineholm. Den 15 mars 1932 mördades den pensionerade folkskolläraren Oskar Fredrik Håkansson i sitt hem. Håkansson hade blivit attackerad av en ung man i 30-årsåldern efter att, påstod Granberg själv, ha gjort ett sexuellt närmande gentemot den unga mannen. Den unga mannen skulle då ha knuffat Håkansson och sedan slagit honom med en vedyxa i bakhuvudet. Efter mordet tog gärningsmannen en tupplur innan han försökte sätta eld på Håkanssons villa, vilket misslyckades, och han for iväg på mordoffrets cykel. Håkanssons kropp hittades först 5 veckor efter mordet den 21 april 1932. Den starkt misstänkte gärningsmannen bakom mordet var den före detta landsfiskalen Karl Alfred Granberg. Under förhör ska Granberg ha hävdat att Håkansson gjort sexuella närmanden och att han då i rent raseri hade mördat honom med en yxa. Polisen tvivlade på Granbergs vittnesmål då han stulit 3000 kr, tavlor och andra värdeföremål från Håkansson vilket visade på andra motiv bakom dråpet.
Under tiden kring Mörtnäsmorden misstänktes Granberg befunnit sig i Stockholm och kriminalpolisen började jämföra de två fallen och hittade genast likheter. Under båda morden stals en stor summa pengar från äldre människor med pengar, respektive mordvapnen var hittade och kvarlämnade på brottsplatsen och alla offer led av brutala krossår i huvudet. Granberg saknade även alibi för tiden kring trippelmordet. Spekulationerna växte sig starkare när arrendatorn Löfbergs 11-åriga dotter påstod sig ha haft ett möte med en man i trenchcoat ute i Mörtnäs, vilket var ett klädesplagg som Granberg ägde, och hon trodde sig också ha sett honom i närheten av Zetterbergs villa. Efter arrendatorns dotters vittnesmål följde ett flertal andra vittnen boende i orten som också påstått sig sett en man i trenchcoat. Granberg nekade till inblandning i Mörtnäsmorden när han kallades till förhör och han hävdade att han under denna period hade bott hemma hos Håkansson i Värmbol. Genom att gå igenom Granbergs tillhörigheter försökte polisen hitta ett nytt sätt att knyta honom till trippelmorden. Bland dessa föremål hittades en huvudduk med spår av blod på som hade tillhört Anna Kristina Hedström, vilket bekräftades av hennes familj. Bland upphängd tvätt vid Zetterbergs villa fanns en lucka som passat huvudduken och man tänkte sig att Granberg sprungit ut från bostaden efter mordet och använt denna till att torka bort blodet från brottsplatsen. Trots detta kunde man inte säkert knyta huvudduken till honom och arrendatorn Löfbergs dotter och andra vittnen tog tillbaka sitt utpekande när de såg Granberg på plats när han vallas genom orten. Detta ledde till att Granberg endast dömdes för mordet på Oskar Fredrik Håkansson men ansågs vara sinnesförvirrad och togs in på sinnessjukhus.

### Övriga teorier
Mörtnäsmorden har blivit föremål för ett flertal mediareportage, bland annat av kriminologen och författaren Leif G.W. Persson, vilket har lett till kraftiga ryktesspridningar och ett flertal olika teorier. Bland dessa teorier fanns bland annat teorin om Adolf Fritiof Zetterbergs försvunna broder. Måndagen den 7 mars 1932 meddelade servitrisen Gerda Amalia Ödlund att det samma dag vid 13-tiden inkommit en man på kaféet där hon jobbade som hon trodde var herr Zetterbergs försvunna broder. Mannen bröt på engelska och hävdades ha uppgett att han vistats i Amerika i många år och återvänt hem till Sverige på grund av dåliga tider i landet. När mannen hade hört talas om morden på familjen Zetterberg skulle han ha blivit märkbart nervös och frågat om det var något nytt i tidningarna innan han raskt skulle ha begett sig iväg innan han blivit serverad. Därefter skulle fröken Ödlund ha tänkt på att den mördade herr Zetterberg hade en broder, som var försvunnen, ty detta hade hon läst i tidningarna. Ödlund beskrev mannen som mellan 50 och 60 år, något över 170 cm lång, kraftigt byggd, mörkt hår och iklädd en beigefärgad sportmössa och rock. Fröken Ödlund var övertygad om att mannen var identisk med den försvunna Zetterberg. Mannen hade återvänt till kaféet tre dagar senare, då han hade sagt att han rest från Amerika för ett och ett halvt år sedan men att han varit tvungen att återvända till sommaren för att inte gå miste om sitt medborgarskap. Han hade även sagt att han sökte en hushållerska och för att komma i samtal med honom hade fröken Ödlund erbjudit sig för tjänsten. När hon sedan frågade honom om hans namn och adress hade han endast sagt att han bodde någonstans på Polhemsgatan. Mannen i fråga efterspanades noggrant av polisen men man hittade aldrig honom. Liknande teorier och spekulationer kring Mörtnäsmorden lades ner efter en noggrann utredning.
Utredningen togs upp en sista gång på 1950-talet i ett försök att hitta gärningsmannen men utredningen ledde ingen vart och morden preskriberades 1965. Mördaren bakom makarna Adolf Fritiof Zetterberg och Hilma Ulrika Zetterberg samt hustruns syster Anna Kristina Hedström hittades aldrig och trippelmordet är än idag ouppklarat.